# 벤쉬셀튀섬
벤쉬셀튀섬(덴마크어: Vendsyssel-Thy) 또는 뇌레위스케섬(덴마크어: Nørrejydske Ø, 북윌란섬)은 덴마크 북쪽의 섬이다. (그린란드를 제외하면) 덴마크에서 셸란섬 다음으로 두 번째로 큰 섬이다. 원래는 윌란반도에 붙어 있었으나 1825년 홍수로 인해 반도에서 떨어져나간 섬이라 대개 반도의 일부로 취급한다. 림 협만이 사이에 놓여 있으며 섬 전체가 북윌란 지역에 해당한다.
섬은 크게 세 지역으로 나뉜다.
- 벤쉬셀(Vendsyssel)
- 한헤레데르네(Hanherrederne)

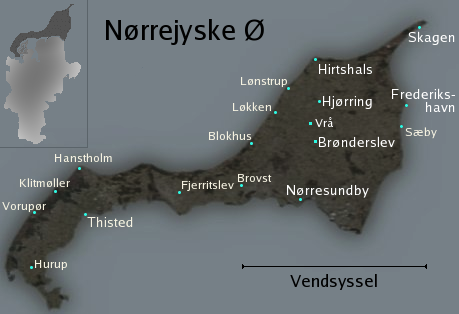
벤쉬셀튀섬의 지도

- 튀(Thy)

## 같이 보기
- 덴마크의 섬 목록